# SE Vila Aurora
Der Sociedade Esportiva Vila Aurora, in der Regel nur kurz Vila Aurora genannt, ist ein Fußballverein aus Rondonópolis im brasilianischen Bundesstaat Mato Grosso.

## Erfolge
- Staatsmeisterschaft von Mato Grosso: 2005
- Staatsmeisterschaft von Mato Grosso – Segunda Divisão: 1989
- Copa Governador do Mato Grosso: 2009

## Stadion

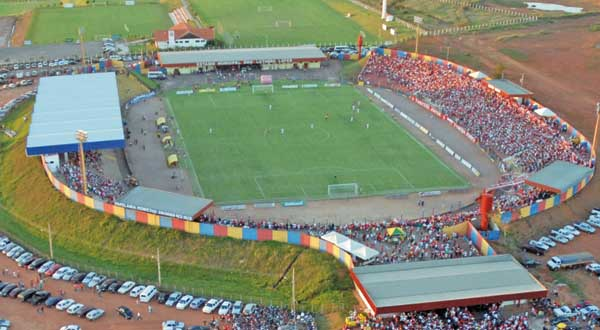
Estádio Engenheiro Luthero Lopes (Caldeirão)

Der Verein trägt seine Heimspiele im Estádio Engenheiro Luthero Lopes, auch unter dem Namen Caldeirão bekannt, in Rondonópolis aus. Das Stadion hat ein Fassungsvermögen von 19.000 Personen.